# Parque de Vingis

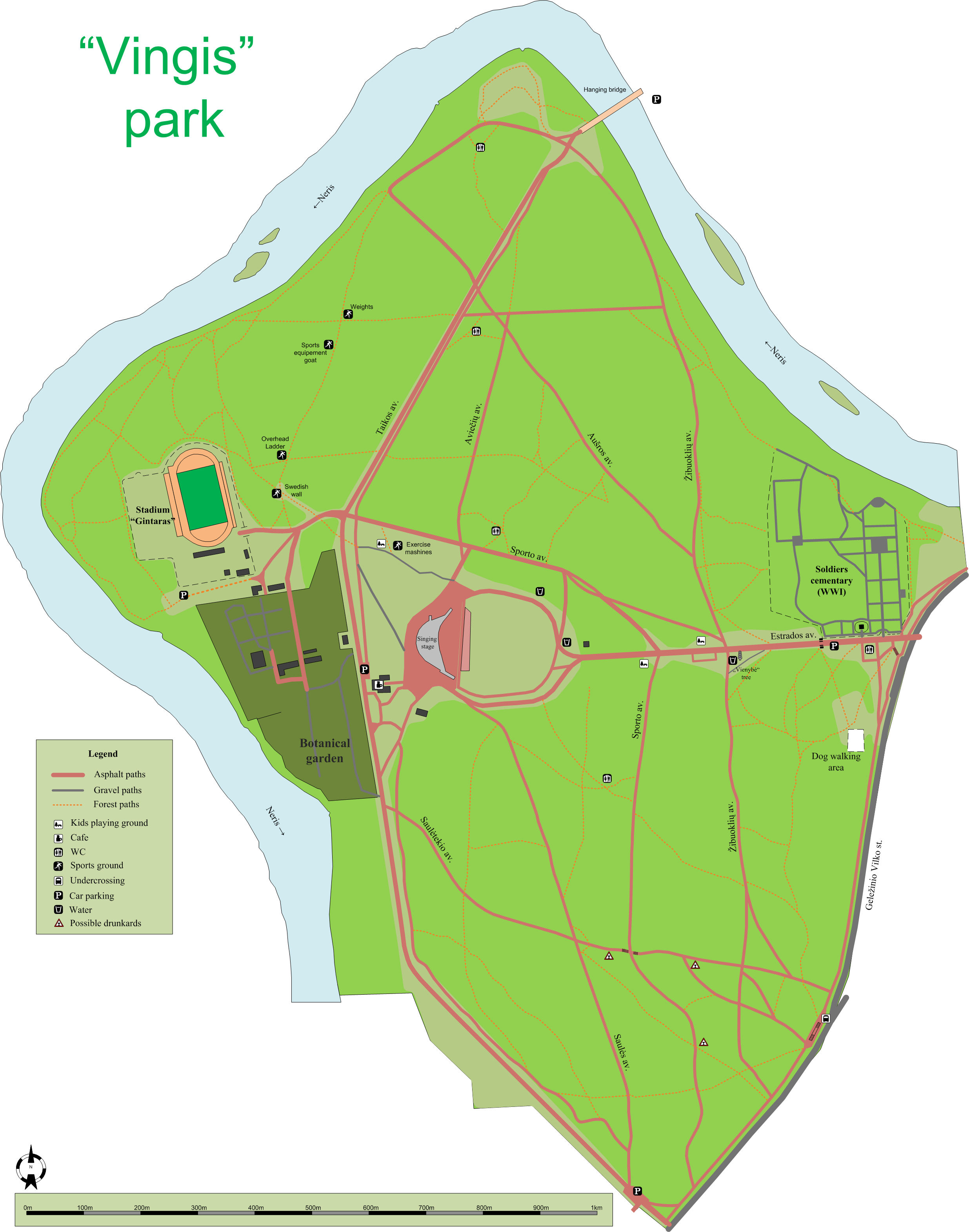
Mapa con los caminos principales del parque

El Parque Vingis (en lituano: Vingio Parkas) con un área de 162 ha (400 acres) es el parque público más extenso de Vilna, Lituania. Está situado en una zona que hace esquina con el río Neris. En las cercanías, se encuentra un puente peatonal que enlaza con el distrito de Žvėrynas.
El parque dispone de un anfiteatro al aire libre para conciertos y zonas deportivas como estadios. También hay un pequeño espacio para el jardín botánico de la Universidad.

## Historia

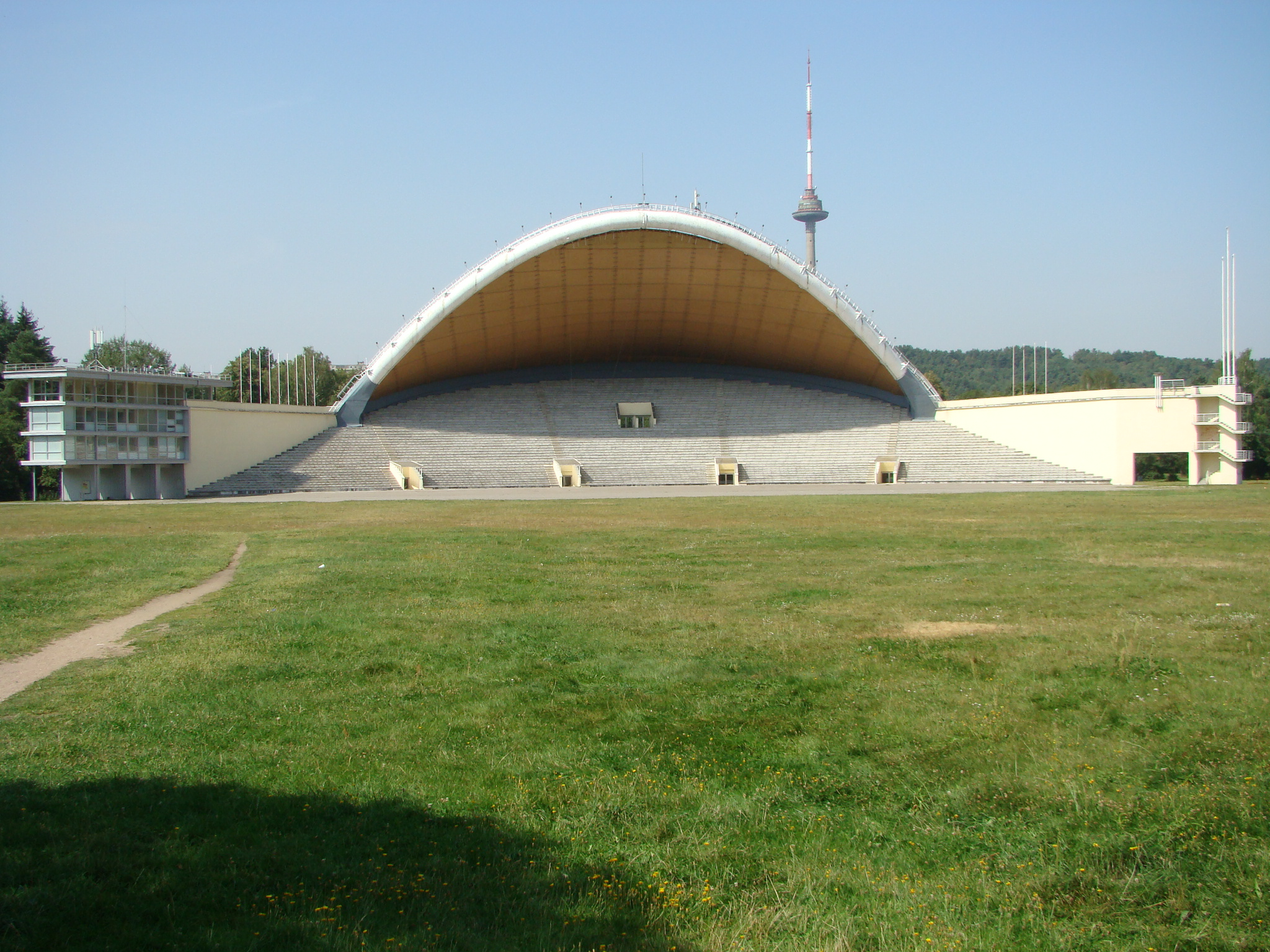
Anfiteatro Vingis

Durante los siglos XV y XVI perteneció a la Familia Radziwiłł. Posteriormente, a lo largo de los años la propiedad ha tenido varios propietarios: el Obispo Ignacy Jakub Massalski y el Gobernador General Levin August von Bennigsen, quien construyó una casa de verano en el bosque de pinos.
En 1919, con la reapertura de la Universidad de Vilna, se labró un jardín botánico en los terrenos del antiguo palacio. Dichos terrenos fueron afectados en el siglo XX a raíz de las inundaciones y de la guerra, por lo que la mayor parte del jardín fue ubicado en otro lugar.
En 1965 el parque fue remodelado y adaptado con el objetivo de organizar todo tipo de eventos, desde conciertos hasta mítines políticos. El anfiteatro fue construido basándose en el diseño de las gradas del Auditorio de Tallin. Cabe reseñar la concentración que tuvo lugar el 23 de agosto de 1988 para pedir la independencia de Lituania, mitin que congrego a cerca de 250.000 personas.

## Eventos
En el anfiteatro han actuado varios cantantes renombre internacional, entre los que se incluyen Andrea Bocelli, Elton John, Björk, Sting, Rod Stewart, Depeche Mode; artistas nacionales: Foje y Antis entre otros.
En 2012, Lady Gaga actuó por primera vez en Lituania como parte de la gira The Born This Way Ball Tour. Mismo escenario pisaría cinco años después Robbie Williams.